# Anthophora kroneberfi
Anthophora kroneberfi är en biart som beskrevs av Fedtschenko 1875. Anthophora kroneberfi ingår i släktet pälsbin, och familjen långtungebin. Inga underarter finns listade i Catalogue of Life.